# オナラスカ (ウィスコンシン州)
オナラスカ（Onalaska[ˌɑnəˈlæskə]）は、アメリカ合衆国ウィスコンシン州西部に位置する都市。人口は17,736人（2010年国勢調査）、ラクロスと共に形成している都市圏はラクロス郡、およびミシシッピ川対岸のミネソタ州ヒューストン郡の2郡にまたがり、人口133,665人（2010年国勢調査）を数える。

## 歴史
オナラスカは1851年、ニューヨーク州出身のトーマス・G・ロウによって創設された。オナラスカという地名は、1799年にスコットランドの詩人トーマス・キャンベルが出版した長編詩、The Pleasures of Hope（希望の喜び）の中で、ロウが好んだ1句、The wolf's long howl from Oonalaska's shore（ウーナラスカの海岸から轟くオオカミの遠吠え）に由来している。なお、本項で述べるウィスコンシン州オナラスカ市の他には、オナラスカという地名はテキサス州およびワシントン州にある。オナラスカは創設されるとすぐに、製材業で発展した。

## 地理
市域面積は26.24km2（10.13mi2）。ミシシッピ川を堰き止めて造った人造湖、オナラスカ湖のすぐ下流の東岸、ラクロスの北に隣接する。

## 気候
オナラスカの気候は、雨が多くやや暑い夏と、寒さの厳しい冬に特徴づけられる大陸性の気候である。ケッペンの気候区分では、オナラスカは亜寒帯湿潤気候（Dfa）に属する。気候の詳細については、ラクロス (ウィスコンシン州)#気候を参照のこと。

## 人口推移
以下にオナラスカ市における1880年から2010年までの人口推移を表およびグラフでそれぞれ示す。
| 統計年 | 人口     |
| ------ | -------- |
| 1880年 | 826人    |
| 1890年 | 1,587人  |
| 1900年 | 1,368人  |
| 1910年 | 1,146人  |
| 1920年 | 1,066人  |
| 1930年 | 1,408人  |
| 1940年 | 1,742人  |
| 1950年 | 2,561人  |
| 1960年 | 3,161人  |
| 1970年 | 4,909人  |
| 1980年 | 9,249人  |
| 1990年 | 11,284人 |
| 2000年 | 14,839人 |
| 2010年 | 17,736人 |

## 註
1. ↑  “US Gazetteer files 2010”.  United States Census Bureau. 2012年11月18日閲覧。
2. 1 2 3  American FactFinder. U.S. Census Bureau. 2011年2月4日.
3. ↑  About Onalaska A Brief History. City of Onalaska. 2016年4月1日閲覧.
4. ↑  Gibson, Campbell. Population of the 100 Largest Cities and Other Urban Places in the United States: 1790 to 1990. US Census Bureau. 2005年.